# Вулиця Генерала Шухевича (Бучач)
Вулиця Генерала Шухевича — одна з вулиць у східній частині міста Бучача (Тернопільська область, Україна). Названа на честь Головнокомандувача УПА Романа Шухевича.
Починається від вул. Галицької і закінчується на східній околиці міста.

## Дотичні вулиці
Лівобічні:
Правобічні:
- Бічна Шухевича, Дорошенка

## Історія
|

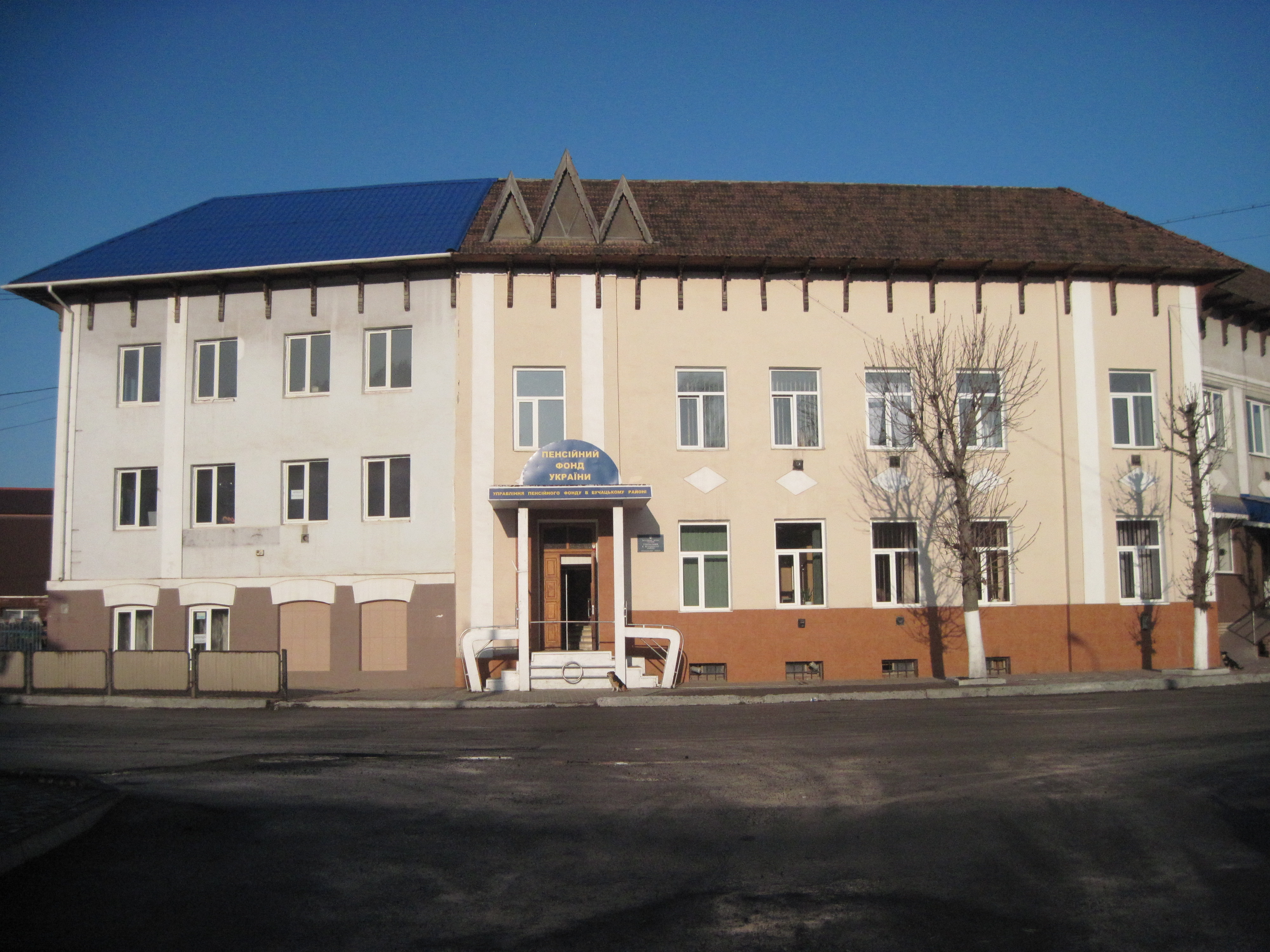
управління Пенсійного фонду України в Бучацькому районі

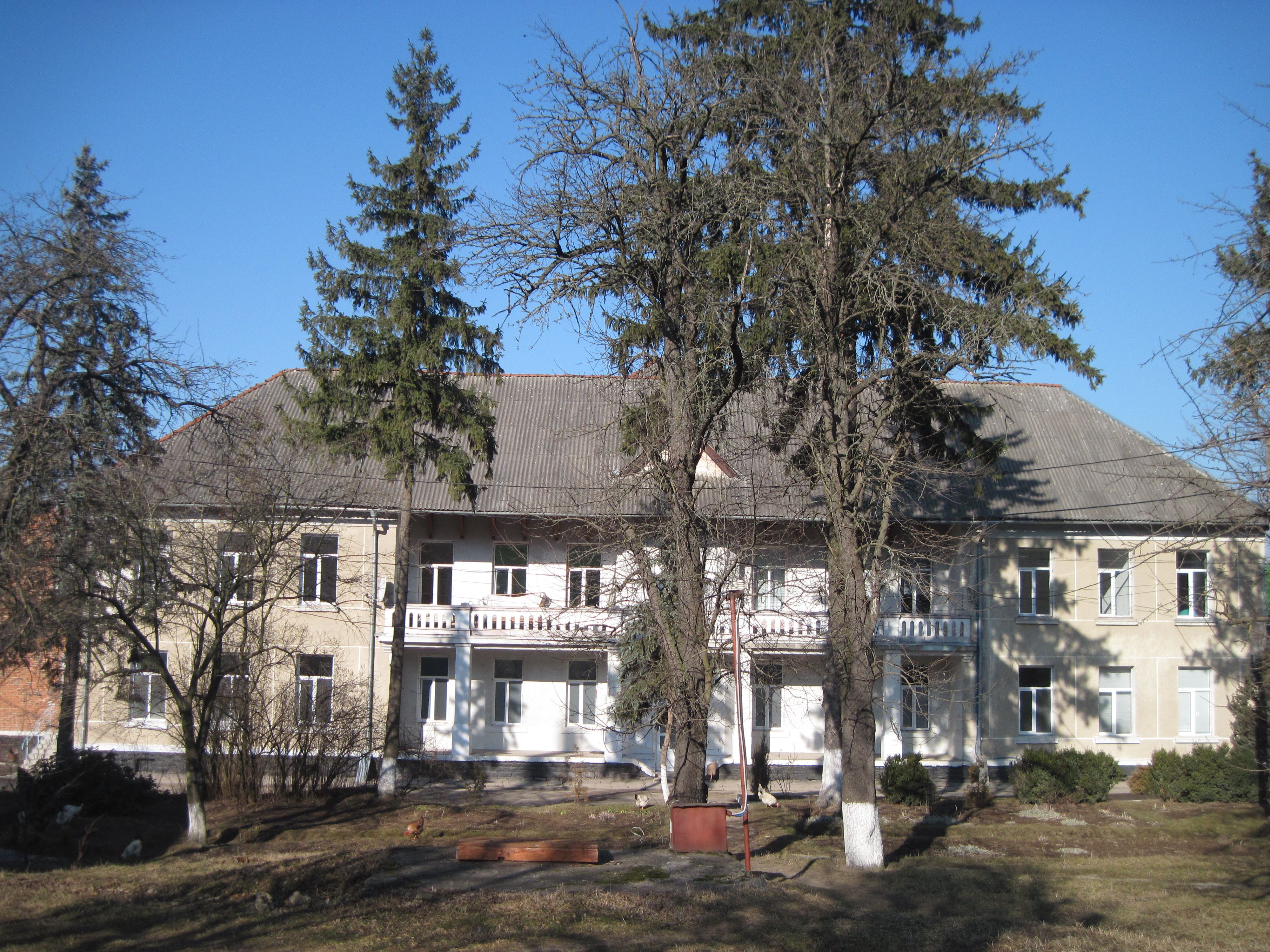
Головний корпус ЦРКЛ, лютий 2015

Стара назва вулиці Під вербами. Пізніше отримала назву Чортківська через її прямування до міста Чорткова. За радянських часів була перейменована на Васильєва на честь одного з вояків Червоної армії, Героя Радянського Союзу Михайла Васильєва, який брав штурмом місто в 1944 році. Після відновлення Незалежності вулиці було повернуто попередню назву.

## Навчальні заклади
- ЗОШ № 3
- навчальний центр «Ротор»

## Установи
- Бучацька центральна районна клінічна лікарня (№ 48, колишній повітовий шпиталь)[2]
- управління Пенсійного фонду України в Бучацькому районі (№ 1)[3]
- районне відділення Автодору,
- районне відділення МНС,
- районне управління статистики.

## Транспорт
Курсує громадський транспорт, приміські та міжміські автобуси. Зупинки: т. зв. «роздоріжжя», райлікарня, сільгосптехніка, агроколедж.